# Aaron Williams
Aaron Williams, né le 2 octobre 1971, à Evanston, en Illinois, est un ancien joueur américain de basket-ball. Il évolue aux postes d'ailier fort et de pivot.

## Palmarès
- CBA All-Rookie Second Team 1994